# Allorrhina carmelita
Allorrhina carmelita är en skalbaggsart som beskrevs av Hermann Burmeister 1842. Allorrhina carmelita ingår i släktet Allorrhina och familjen Cetoniidae. Inga underarter finns listade i Catalogue of Life.